# Chionea alexandriana
Chionea alexandriana là một loài ruồi trong họ Limoniidae. Chúng phân bố ở miền Tân bắc.